# Inmarsat-2 F2
O Inmarsat-2 F2 foi um satélite de comunicação geoestacionário construído pela Matra Marconi. Ele esteve localizado na posição orbital de 142 graus de longitude oeste e foi operado pela Inmarsat. O satélite foi baseado na plataforma Eurostar-1000 e sua expectativa de vida útil era de 10 anos. O Inmarsat-2 F2 saiu de serviço em dezembro de 2014 e foi transferido para uma órbita cemitério, após 23,5 anos de serviço.

## Lançamento
O satélite foi lançado com sucesso ao espaço no dia 08 de março de 1991, por meio de um veículo Delta 6925 a partir da Estação da Força Aérea de Cabo Canaveral, na Flórida, EUA. Ele tinha uma massa de lançamento de 1 310 kg.

## Capacidade
O Inmarsat-2 F2 era equipado com 4 (+2) transponders em banda L e 1 (+1) em banda C para fornecer radiodifusão, serviços de negócios e comunicações móveis.